# 저스틴 린
저스틴 린(Justin Lin, 1971년 10월 11일 ~ )은 미국의 영화 감독, 제작자, 각본가이다. 타이베이시에서 태어났다.

## 생애
중화민국 타이베이에서 출생하여 지난날 한때 중화민국 신베이에서 잠시 유아기를 보낸 적이 있으며 미국 캘리포니아주 샌 프란시스코에서 성장하고 UCLA 영화 학교를 나왔다.

## 작품 목록
- 패스트 & 퓨리어스: 도쿄 드리프트 (2006)
- 분노의 질주: 더 오리지널 (2009)
- 분노의 질주: 언리미티드 (2011)
- 분노의 질주: 더 맥시멈 (2013)
- 스타트렉 비욘드 (2016)
- 분노의 질주: 더 얼티메이트 (2021)
- 원펀맨 실사 영화 (미정)